# Бахрах, Демьян Николаевич
Демья́н Никола́евич Бахра́х (30 октября 1932, Пермь — 6 октября 2019, Москва) — советский и российский учёный-правовед, специалист в области государственного и административного права, доктор юридических наук (1972), профессор, заслуженный деятель науки Российской Федерации (1999). Заведующий кафедрой государственного права и советского строительства Пермского государственного университета (1972—1979), заведующий кафедрой административного права Свердловского юридического института (1979—2000), ректор Уральского института экономики, управления и права (1993—2000), первый председатель совета ректоров негосударственных вузов Екатеринбурга (1994). Индекс Хирша — 33.

## Биография
Родился 30 октября 1932 года в г. Перми в еврейской семье. Окончил юридический факультет Молотовского государственного университета в 1955 году. В 1958—1962 годах обучался заочно в аспирантуре Всесоюзного юридического заочного института. Под руководством профессора Я. Н. Уманского подготовил и в 1963 году защитил на юридическом факультете ЛГУ им. А. А. Жданова кандидатскую диссертацию на тему «Право запроса депутата местного совета в СССР».
После нескольких лет практической работы в 1962 году был принят старшим преподавателем на кафедру государственного права Пермского университета. В 1966 году стал доцентом. В 1972 году защитил диссертацию на тему «Административное принуждение в СССР, его виды и основные тенденции развития» (Всесоюзный научно-исследовательский институт советского законодательства), став первым выпускником юридического факультета Пермского государственного университета, получившим степень доктора юридических наук. 20 июля 1974 года Д. Н. Бахраху было присвоено учёное звание профессора.
В 1972—1979 годах заведовал кафедрой государственного права и советского строительства Пермского государственного университета. В 1979—2000 годах — заведующий кафедрой административного права Свердловского юридического института (с 1992 — Уральская государственная юридическая академия, с 2014 года — Уральский государственный юридический университет), затем работал там же в должности профессора. В 1992 году стал одним из учредителей Уральского института экономики, управления и права (УИЭУиП). В 1993—2000 годах — ректор, а позднее — проректор по научной работе УИЭУиП. В 1994 году избран председателем Совета ректоров негосударственных вузов Екатеринбурга.
Дочь — математик и писатель Марина Голубицкая (род. 1957), зять — юрист и политик Вениамин Голубицкий. Три внучки.

## Научная работа
В период своей работы в Пермском государственном университете активно занимался научными исследованиями, опубликовал более 50 работ. Они посвящены трём проблемам: правовому статусу советского депутата; административному принуждению (Административная ответственность в СССР. Пермь, 1969; Ответственность за нарушение общественного порядка. — М., 1976 и др.); теории социального управления (Основные понятия теории социального управления. — Пермь, 1978; Административная юстиция: проблемы и перспективы // Советское государство и право. — 1975. — № 8; Методы управления // Экономические науки. — 1970. — № 8; Управленческий цикл // Правоведение. — 1974. — № 10 и др.).
Большое внимание уделял научной работе своих коллег. Являлся редактором ряда книг и сборников научных работ (Задержан милицией. — Пермь, 1974; Судебная защита прав граждан. — Пермь, 1976; Управление промышленностью. — Пермь, 1970 и др.). Привлекал молодых коллег к совместному написанию статей, много сил отдавал работе с аспирантами, 15 из которых защитили кандидатские диссертации. В 1975 г. подготовил и издал в Пермском университете сборник задач по советскому административному праву.
В течение 5 лет был председателем бюро университетской организации общества «Знание», в 1973—1975 — секретарем партбюро факультета.
Наиболее весомый вклад внесен им в разработку проблем предмета и источников административного права, системы субъектов административного права РФ, административно-правовых статусов граждан и государственных служащих, форм и методов деятельности государственной администрации, принуждения по административному праву, административно-процессуальной деятельности и административного судопроизводства. Выявил обосновал единство и особые признаки трех видов государственной службы: гражданской, военной и военизированной (правоохранительной). Внёс весомый вклад в разработку проблем административно-правового принуждения, оснований административной ответственности, производства по делам об административных правонарушениях.
Опубликовал более 200 научных и учебно-методических работ, среди которых 5 монографий и 10 учебников по административному праву, по которым учатся студенты юридических факультетов и вузов России. Под руководством Д. Н. Бахраха была подготовлена и защищена 31 кандидатская диссертация, четверо из его учеников защитили докторские диссертации.